# Verdon (Nebraska)
Verdon es una villa ubicada en el condado de Richardson en el estado estadounidense de Nebraska. En el Censo de 2010 tenía una población de 172 habitantes y una densidad poblacional de 280,21 personas por km².

## Geografía
Verdon se encuentra ubicada en las coordenadas 40°8′57″N 95°42′40″O / 40.14917, -95.71111. Según la Oficina del Censo de los Estados Unidos, Verdon tiene una superficie total de 0.61 km², de la cual 0.61 km² corresponden a tierra firme y (0%) 0 km² es agua.

## Demografía
Según el censo de 2010, había 172 personas residiendo en Verdon. La densidad de población era de 280,21 hab./km². De los 172 habitantes, Verdon estaba compuesto por el 97.09% blancos, el 0% eran afroamericanos, el 1.16% eran amerindios, el 0% eran asiáticos, el 0% eran isleños del Pacífico, el 0.58% eran de otras razas y el 1.16% pertenecían a dos o más razas. Del total de la población el 2.91% eran hispanos o latinos de cualquier raza.